# Armonía de amor
«Armonía de amor» es una canción compuesta y escrita por Quique Neira, e interpretada por Gondwana, grupo del cual el autor era vocalista. Fue publicada en 1997 como uno de los  sencillos del álbum Gondwana.

## Antecedentes
La canción fue compuesta por Quique Neira para su pareja de ese entonces. El músico reveló que se trataba de una periodista conocida en Chile. Aunque el cantante no mencionó su nombre, Lucía López declaró en el programa Sigamos de largo de Canal 13 que ella había inspirado la obra, recibiendo incluso la letra de la composición. En cuanto a la difusión de la obra, «Armonía de amor» se transformó en un éxito a nivel nacional y continental.

## Versiones
En 2019, el propio Quique Neira realizó una nueva versión en ritmo de ska. En el videoclip del sencillo aparecieron diversas figuras del ámbito artístico, tales como el imitador Stefan Kramer, Leo Rey, Claudia Conserva y Sergio Freire. Al año siguiente, el cantante chileno Gepe interpretó la canción en forma acústica en una de sus redes sociales, superando las 50 000 reproducciones en menos de un día.